# 天主教塔吉克斯坦自治傳教區
天主教塔吉克斯坦自治傳教區（拉丁語：Missio sui iuris Tadzikistaniana）是中亞國家塔吉克斯坦一個羅馬天主教自治傳教區，直屬教廷。
1997年9月29日成立，範圍幅蓋全國。2010年有教友326人。傳教區有四名司鐸，有三個堂區，分別位於首都杜尚別、苦盞和庫爾干秋別。現任傳教區負責神長（Ecclesiastical Superiors）為佩德羅·拉米羅·洛佩斯 神父（Pedro Ramiro López）。 